# Базилика Рождества Христова
Бази́лика Рождества́ Христо́ва (араб. كنيسة المهد‎ — «Храм Яслей», арм. Սուրբ Ծննդյան տաճար, греч. Βασιλικὴ τῆς Γεννήσεως, ивр. כנסיית המולד‎) — христианская церковь в Вифлееме, построенная, согласно преданию, над местом рождения Иисуса Христа. Наряду с храмом Гроба Господня является одним из двух главных христианских храмов Святой земли.
Одна из старейших непрерывно действующих церквей в мире. Первый храм над пещерой Рождества был заложен в 320-х годах по указанию императора Константина Великого. Он упоминается уже в 333 году, а его освящение состоялось 31 мая 339 года, и с тех пор богослужения здесь практически не прерывались. Современная базилика VI века — это единственный христианский храм в Палестине, сохранившийся в целости с домусульманского периода.
29 июня 2012 года на 36-й сессии Комитета Всемирного наследия ЮНЕСКО, проходившей в Санкт-Петербурге, базилика была внесена в Список всемирного наследия.

## Пещера Рождества
Под амвоном базилики находится величайшая христианская святыня — пещера Рождества, почитаемая в качестве места рождения Иисуса Христа как минимум с первой половины IV века, когда над ней был построен храм во времена императрицы Елены. Место рождения Христа находится в восточной части пещеры и отмечено 14-конечной серебряной звездой.
В сохранившихся письменных источниках сведение о том, что Иисус Христос родился в пещере около Вифлеема, впервые упомянуто святым Иустином Философом в сочинении «Диалог с Трифоном иудеем», написанном в 150—155 годах, и в апокрифическом Протоевангелии Иакова (главы 18—21), написанном в 160—200 годах. Впервые о Вифлеемской пещере, которую местные жители считали местом Рождества Христова, написал Ориген около 247 года.
Наиболее часто нынешнюю пещеру Рождества отождествляют с местом рождения Иисуса Христа на основе фразы из письма блаженного Иеронима Стридонского к Павлу, написанного им около 395 года, в котором он указывал, что на месте рождения Иисуса Христа в пещере в Вифлееме император Адриан устроил святилище Адониса. Блаженный Иероним долгое время жил в пещерах Вифлеема, где работал над новым латинским переводом Библии.
В пещере находятся алтарь Рождества, которым владеют православные и армяне, и алтарь Яслей, принадлежащий католикам.

## История базилики

### Византийский период

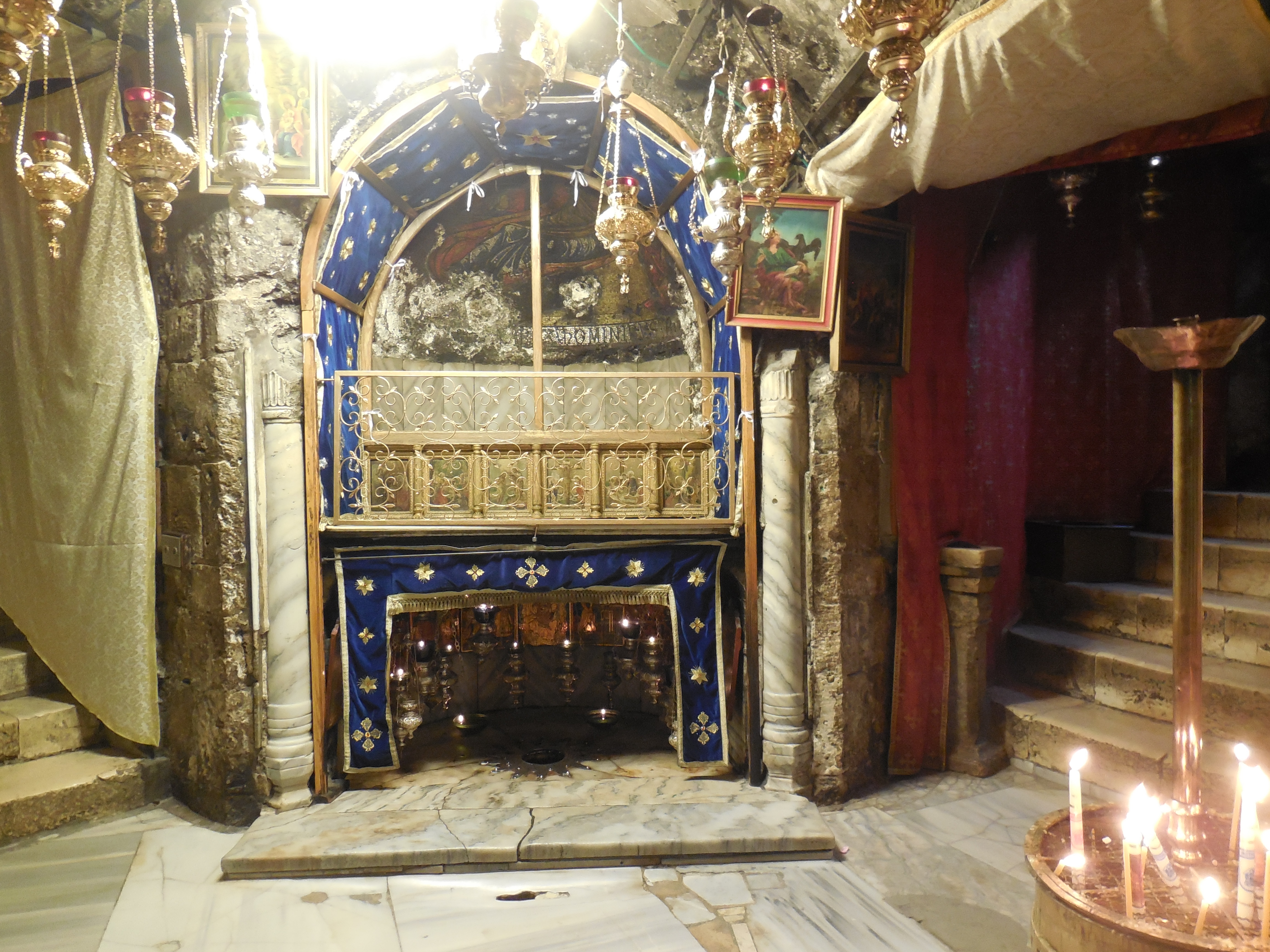
Место, где, по древнему христианскому преданию, родился Иисус Христос. Пещера Рождества

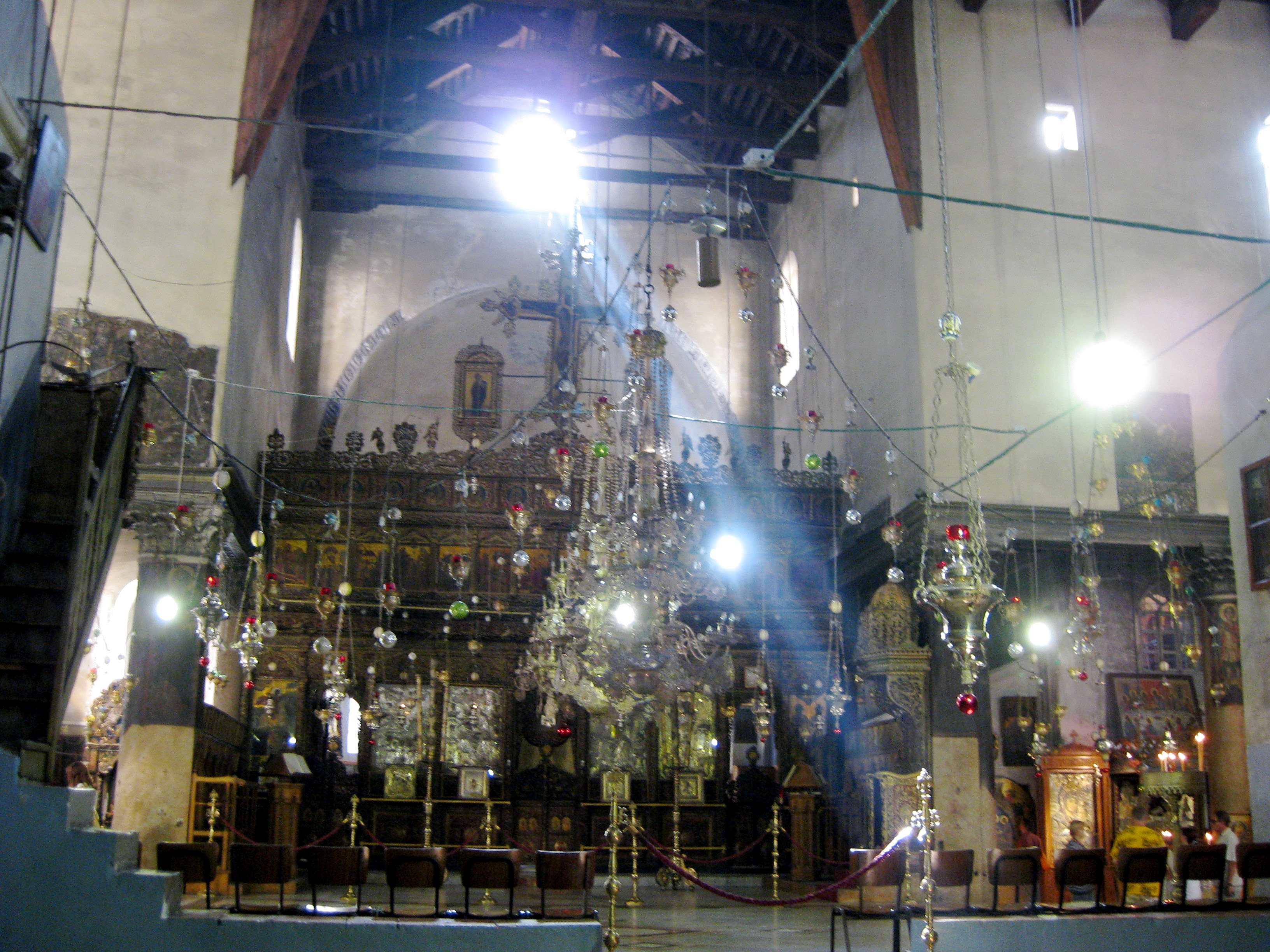
Вид на греческий православный алтарь базилики

Базилика Рождества была заложена святой императрицей Еленой во время её паломничества в Святую землю в середине 320-х годов. Согласно Евсевию Кесарийскому,

…воздвигла она поклоняемому Богу два храма: один при пещере рождения, другой на горе вознесения, ибо Эммануил (с нами Бог) благоволил родиться для нас под землей, и местом плотского его рождения евреи признают именно Вифлеем. Посему, благочестивейшая василиса всячески украсила эту священную пещеру и почтила дивными памятниками бремя Богородицы. А спустя немного, ту же самую пещеру почтил своими приношениями и василевс, к щедротам своей матери присоединив золотые и серебряные дары и различные завесы.

Данный храм, как и ряд других, построенных императором Константином в Святой земле, по свидетельству Евсевия Кесарийскиого и Кирилла Скифопольского, имел целью не проведение богослужений, а создание возможности каждому увидеть места евангельской истории. Однако паломница Сильвия (Этерия) (конец IV века) в записках о паломничестве в Святую землю сообщает, что в четверг Светлой седмицы из Иерусалима верующие идут в Вифлеем для всенощного бдения, отмечая, что оно совершается в церкви, где «находится пещера, где родился Господь».
Базилика Константина была уничтожена пожаром в 529 году в ходе восстания в Самарии, о чём свидетельствуют результаты археологических раскопок 1934—1936 годов. В целом Вифлеемская базилика Константина повторяла общие черты храма Гроба Господня. В современном здании от неё лучше всего сохранились полы.
В период правления императора Юстиниана Савва Освященный направил ему прошение о восстановлении базилики. Построенный Юстинианом храм не пострадал во время персидского нашествия (612—629), о чём сохранилось устное предание, зафиксированное на Иерусалимском церковном соборе 836 года:

Святая Елена распорядилась украсить церковь с западной стороны мозаикой, изображающей Богоматерь с Младенцем на груди и поклонение волхвов. …Персы, по их прибытию в Вифлеем, были поражены картиной персидских волхвов-астрологов, их соотечественников. Из-за благоговения перед предками они сохранили церковь.

При завоевания города халифом Аль-Хакимом в 1009 году базилика не пострадала, так как мусульмане почитали место рождения Христа (южный трансепт храма был ими отделён и использовался как мечеть).

### Период крестовых походов

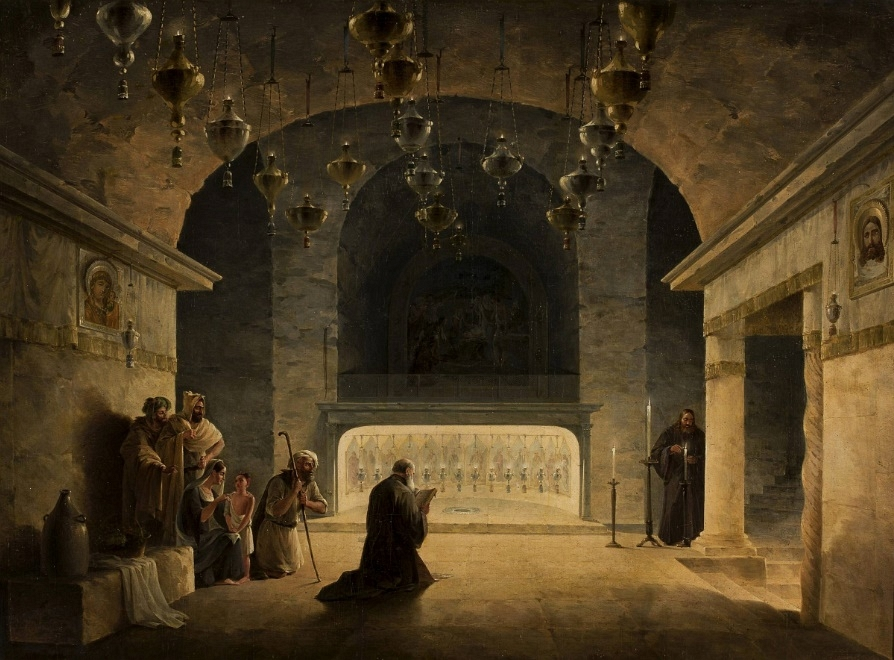
М. Н. Воробьев. «Пещера Рождества Христова в Вифлееме». 1835. Холст, масло. Национальный музей в Варшаве.

В византийский период базилика представляла собой церковь-мартирий и не имела епископской кафедры. В период Иерусалимского королевства базилика стала кафедрой латинского епископа Вифлеема и Аскалона (с 1100 года). В 1100 году в праздник Рождества в ней был коронован Балдуин I, а в 1118 году — Балдуин II. В этот период базилика Рождества была описана многочисленными паломниками XII—XIII веков. В XII веке базилика была окружена зданиями монастырей, а также оборонительной стеной с прямоугольными выступающими башнями.
После завоевания Вифлеема армией Салах-ад-Дина (1187 год) латинский епископ и клир были изгнаны из базилики. Через пять лет разрешение вернуться в храм получили два католических священника и диакон, но сам он был отдан мусульманскими властями представителям Сирийской православной церкви.
В 1229 году Вифлеем вновь перешёл под контроль франков. Из-за постоянных войн в 1244 году базилику осквернили тюрки-хорезмийцы, а в 1263 году был уничтожен один из монастырей примыкавших к храму. В 1266 году мамлюкский султан Бейбарс I вывез из монастыря в Каир мрамор и колонны. С 1271 года Вифлеем опять стали посещать католические паломники, с 1277 года им позволили совершать богослужения. С 1347 года католическая церковь в базилике была представлена орденом францисканцев, которые по настоящее время владеют престолом в приделе Яслей пещеры Рождества. Греческая церковь с 1244 года владеет главным алтарём базилики и мужским монастырём у её южной стены.

### Османский период
После завоевания Палестины Османской империей права христиан на базилику Рождества ограничены не были. С разрешения властей храм неоднократно ремонтировали: в 1479 году была положена свинцовая кровля, выполненная на деньги английского короля Эдуарда IV, в 1670—1671 годах кровлю ремонтировали греки, также установившие в базилике новый иконостас (заменён на новый в 1764 году).
В 1757 году султан Османской империи издал документ, согласно которому православные греки получали во владение базилику Рождества.
Землетрясение 1834 года и пожар 1869 года привели к повреждениям интерьера пещеры Рождества и вызвали необходимость ремонтных работ. От российских императоров Александра III и Николая II в храм неоднократно направлялись пожертвования (колокола, паникадила).
В 1852 году совместное владение базиликой было передано Иерусалимской, Армянской и Римско-католической церквям.

### Новейшее время
В апреле — мае 2002 года базилика Рождества Христова в течение 35 дней находилась в осаде израильских войск, которые пытались задержать группу из 40 палестинских боевиков, обвиняемых в терроризме и укрывшихся в базилике. В начале апреля палестинские террористы ворвались во францисканский монастырь на территории базилики Рождества, захватив около 200 местных жителей, священнослужителей и журналистов. В храме оказались запертыми также около 60 монахов. В переговорах между палестинцами и израильтянами принимали участие британские и американские дипломаты. В результате было достигнуто соглашение, по которому шесть европейских стран (Италия, Испания, Ирландия, Греция, Бельгия и Португалия) согласились принять 12 палестинских террористов на своей территории, а 26 были высланы в сектор Газа. После этого потребовалось обновление интерьера храма.
В 2013 году Палестинская национальная администрация объявила о начале ремонта базилики Рождества Христова. Проект по реставрации церкви стал самым масштабным за последние 600 лет. Ремонт осуществляет группа палестинских и международных специалистов. На начальной этапе были завершены структурные работы на крыше и окнах. Стоимость начального этапа реставрации, который длился два года, составила около 8 млн долларов США. Часть средств была выделена Палестинской автономией, другая — собрана христианскими Церквами, которые владеют храмом. Пожертвования дали множество стран, в том числе и Россия. Во время реставрационных работ храм оставался открытым для паломников и туристов. Ежегодно храм посещают около двух миллионов человек.

## Архитектурные особенности

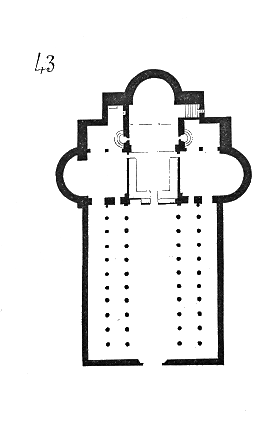
План базилики

Базилика имеет пять нефов. После её перестройки при императоре Юстиниане размеры базилики стали 53,2 на 26,8 метров (длина трансепта — 36 метров). При реконструкции была расширена восточная алтарная часть храма, были добавлены экзонартекс и атриум.
Храм построен из тёсанного камня, кровля перекрыта деревом. Нефы базилики разделены колоннадой из десяти колонн (в константиновой базилике их было девять), выполненных из розового вифлеемита. Колонны венчают капители коринфского ордера. Стены и пол базилики облицованы мрамором, в верхней части стен располагаются мозаики, сохранившиеся лишь фрагментарно. Изначально внутреннее пространство освещалось 22 окнами, которые в настоящее время заложены.

## Внутреннее убранство
Напольные мозаики
В мраморном полу храма в нескольких местах видны деревянные крышки люков, прикрывающие фрагменты древнейшего мозаичного пола, сохранившиеся от первоначальной базилики времён Константина и Елены. В одном из них, слева от ступенек, ведущих к алтарю, на цветной мозаике с типичным свастическим орнаментом и другими геометрическими фигурами в маленьком квадрате посередине видна греческая надпись: греч. ΪΧΘΥΣ. Это греческое слово, означающее в переводе «рыба», использовалось в раннехристианской символике как аббревиатура: «Иисус Христос Божий Сын Спаситель».
Настенные мозаики
Система мозаик боковых стен, созданная в 1160-х годах на средства византийского императора Мануила I Комнина и иерусалимского короля Амальрика, включала пять рядов, симметрично отражающих друг друга. В нижнем ряду изображалось родословие Христа: на южной стене согласно Евангелию от Матфея и на северной — согласно Луке. На южной стене над лентой орнамента располагались композиции семи Вселенских соборов с надписями о догматическом достоинстве каждого из них. На северной стене были изображены шесть Поместных соборов. Затем вновь шла лента орнаментов.  Над ней в проёмах между окнами изображены ангелы, следующие в торжественной процессии лицом к алтарю и славословящие Рождество Христово.
Полностью сохранилось лишь изображение Второго Константинопольского V Вселенского собора. Каждый из Соборов представлен символически сонмом святых отцов-епископов и изображением церкви и городских башен с названием города над ними. В силуэт каждой церкви вписано соответствующее соборное постановление. Мозаики отделены одна от другой декоративным панно тех же размеров, что и мозаики.
Мозаики в северном и южном трансепте сохранились более фрагментарно. В северном трансепте можно увидеть «Уверение апостола Фомы» и «Вознесение Господне», в южном — «Вход Господень в Иерусалим». В алтаре сохранились лишь небольшие фрагменты мозаик — геометрический орнамент на северной стороне и две надписи (на латинском и греческом языках) — на южной.
Колонны
Одной из наиболее выразительных особенностей базилики являются её знаменитые колонны. Большинство из колонн в верхней своей части сохранили древние росписи. Галерея святых, представленная в храме, является одной из наиболее полных в истории византийской живописи того времени. Датированные надписи, сохранившиеся на двух колоннах (1130 и 1169 года) показывают, что они создавались в эпоху крестоносцев. Живопись по стилю чисто византийская, большинство имен написаны как по-гречески, так и по-латыни. Порядок изображений не обнаруживает какого-либо богословского замысла. Возможно, эти изображения были заказаны паломниками.
На 30 из 44 колонн представлены следующие христианские святые: 
- В южном нефе, правый ряд: апостол Иаков Старший, апостол Варфоломей, Богородица с Младенцем, святитель Власий Севастийский, святая праведная Анна с младенцем Марией, святитель Лев Великий, великомученица Марина Антиохийская, Пресвятая Богородица Одигитрия.
- В южном нефе, левый ряд: преподобный Феодосий Великий, преподобный Савва Освященный, первомученик Стефан, святой Кнуд IV, святой Олаф, мученик Викентий Сарагосский, пророк Иоанн Предтеча, пророк Илия с двумя воронами, преподобный Онуфрий Великий, мученица Фоска, великомученица Марина Антиохийская (повторное изображение).
- В северном нефе, правый ряд: преподобный Макарий Великий, преподобный Антоний Великий, преподобный Евфимий Великий, великомученик Георгий Победоносец, Святой Леонард, бессребренники Косма и Дамиан, святой Катальд, Богоматерь  Млекопитательница, апостол Иоанн Богослов, распятие с предстоящими — тремя Мариями и Саломеей-мироносицами[26].

## Собственность
Базилика находится в совместном использовании Иерусалимской православной церковью, Армянской апостольской церковью и Римско-католической церковью. Все три христианские церкви имеют при базилике свои монашеские общины, здание православного монастыря примыкает к юго-восточной части базилики, армянский монастырь находится на юго-западной стороне, католический с храмом Святой Екатерины (орден францисканцев) — на северо-западной.
Иерусалимской православной церкви принадлежат ключи от входной двери в базилику, притвор, неф, главный алтарь в восточной части базилики, алтарь Обрезания в южной апсиде, придел святителя Николая Чудотворца в южном трансепте и алтарь Рождества в пещере Рождества (совместно с Армянской церковью, но убирают его только православные). Православным принадлежат все иконы, фонари и лампады в нефе базилики.
Армянской церкви принадлежат алтарь Трёх королей, находящийся в северной стороне главного алтаря, и алтарь, посвященный Деве Марии, в северной апсиде. Сирийские яковиты и копты имеют право проводить службы в Армянских приделах в определенных случаях, однако сирийцы заявляют, что алтарь, на котором они совершают богослужение, является их собственностью.
Римско-католической церкви принадлежит придел Яслей в пещере Рождества.

## Святыни
- Пещера Рождества. Находится в восточной части базилики.
- Вифлеемская икона Божией Матери. Находится на стене перед спуском в пещеру Рождества. Считается единственной иконой с улыбающейся Богоматерью[29].
- Чудотворный образ Иисуса Христа, написанный на одном из столпов храма. Находится около спуска в пещеру Рождества[30].
- Пещера Вифлеемских младенцев. По преданию, в этой пещере были погребены младенцы, согласно Евангелию, убиенные Иродом, и святые мученики, убиенные персами в 614 году. Попасть в пещеру можно через двухмаршевую лестницу, находящуюся в южном православном трансепте около входа в пещеру Рождества и которая ведёт в небольшой дворик греческого монастыря с отдельным входом в пещеру Вифлеемских младенцев[31].
- Гробница блаженного Иеронима Стридонского. Попасть в пещеру блаженного Иеронима, в которой находится его гробница, можно из католической церкви Святой Екатерины, примыкающей с севера к храму Рождества, хотя она непосредственно связана подземным переходом с пещерой Рождества. Гробница блаженного Иеронима пустая. Его мощи находятся в базилике Санта-Мария-Маджоре в Риме. Напротив гробницы Иеронима находится надгробие его учениц, святых Павлы и Евстохии, её дочери[31].

## Галерея

Базилика Рождества Христова
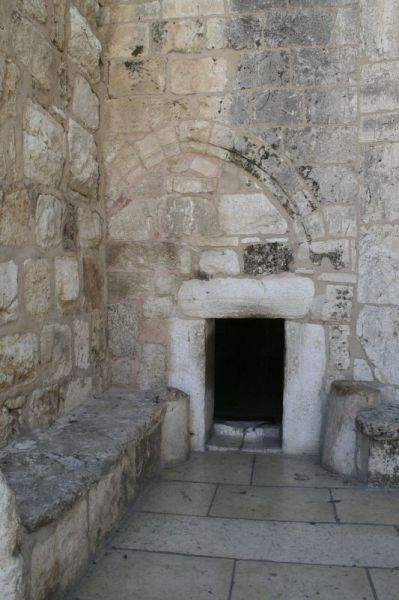
«Врата смирения» — основной (западный) вход в базилику (обычному человеку можно войти только склонив голову)
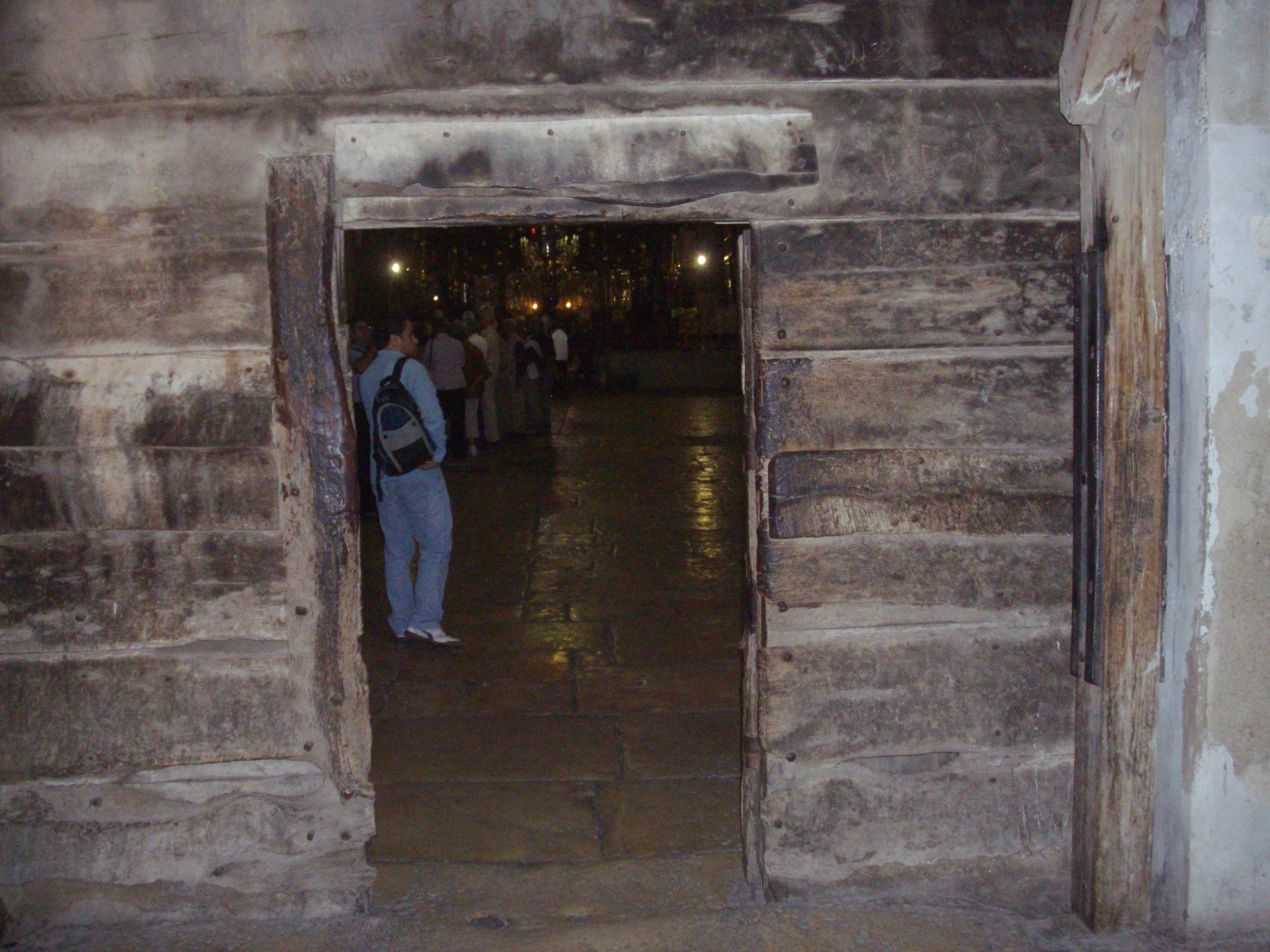
Вход из притвора (нартекса) в саму базилику
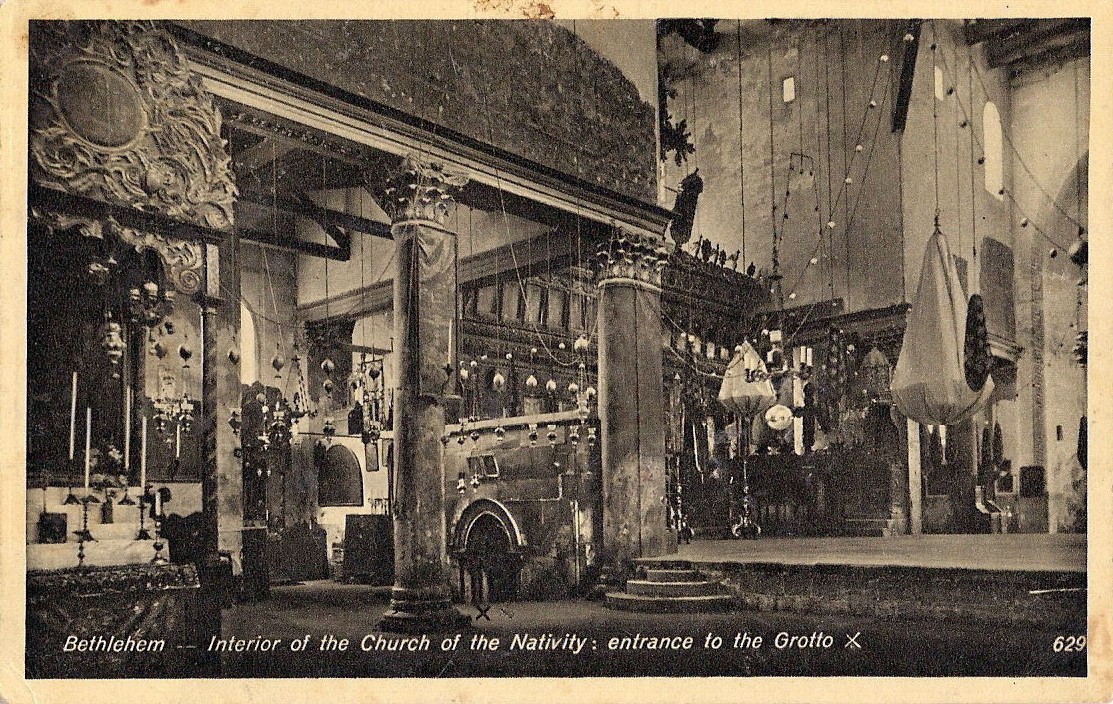
Интерьер базилики в начале XX века
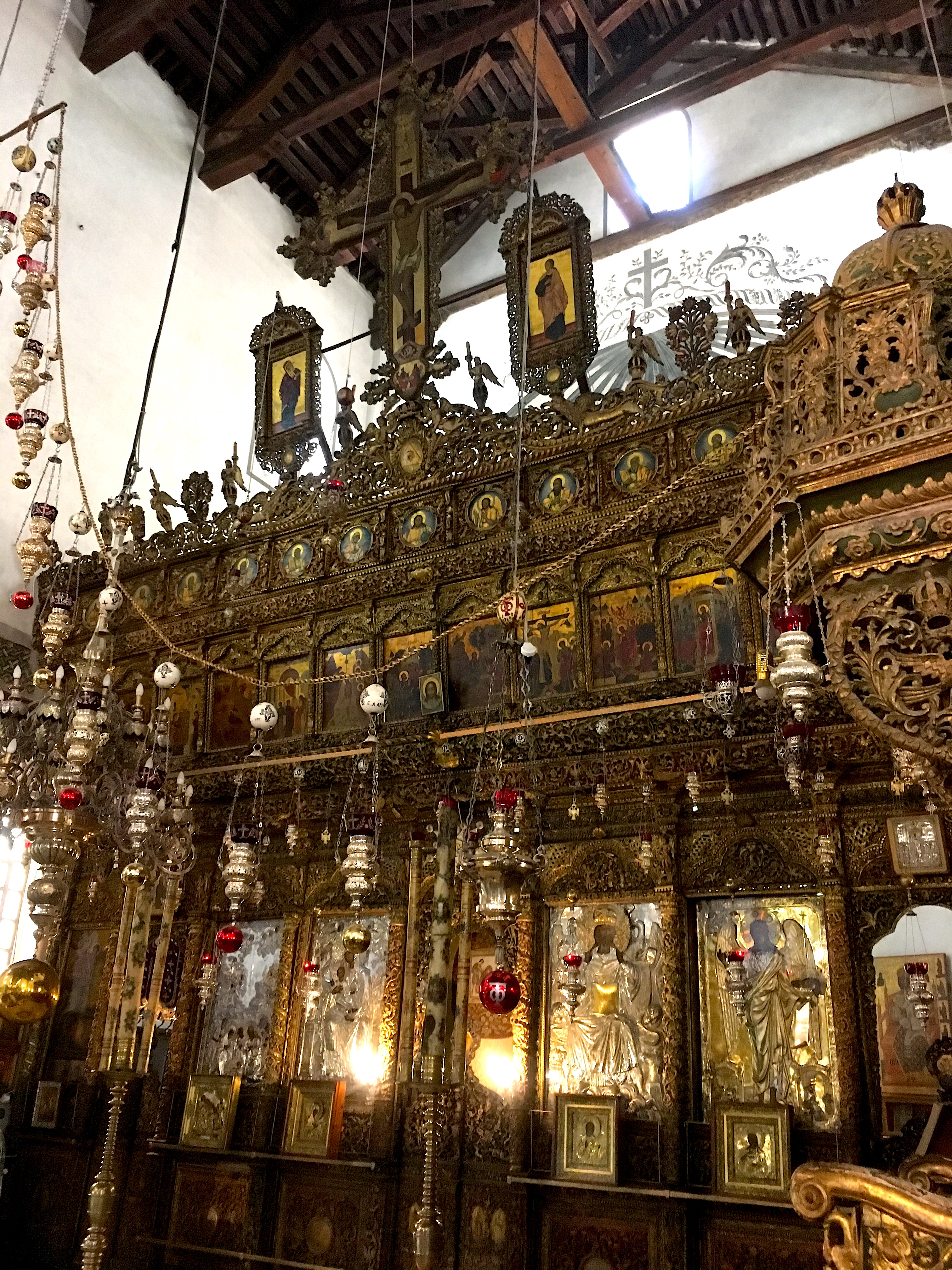
Центральный иконостас
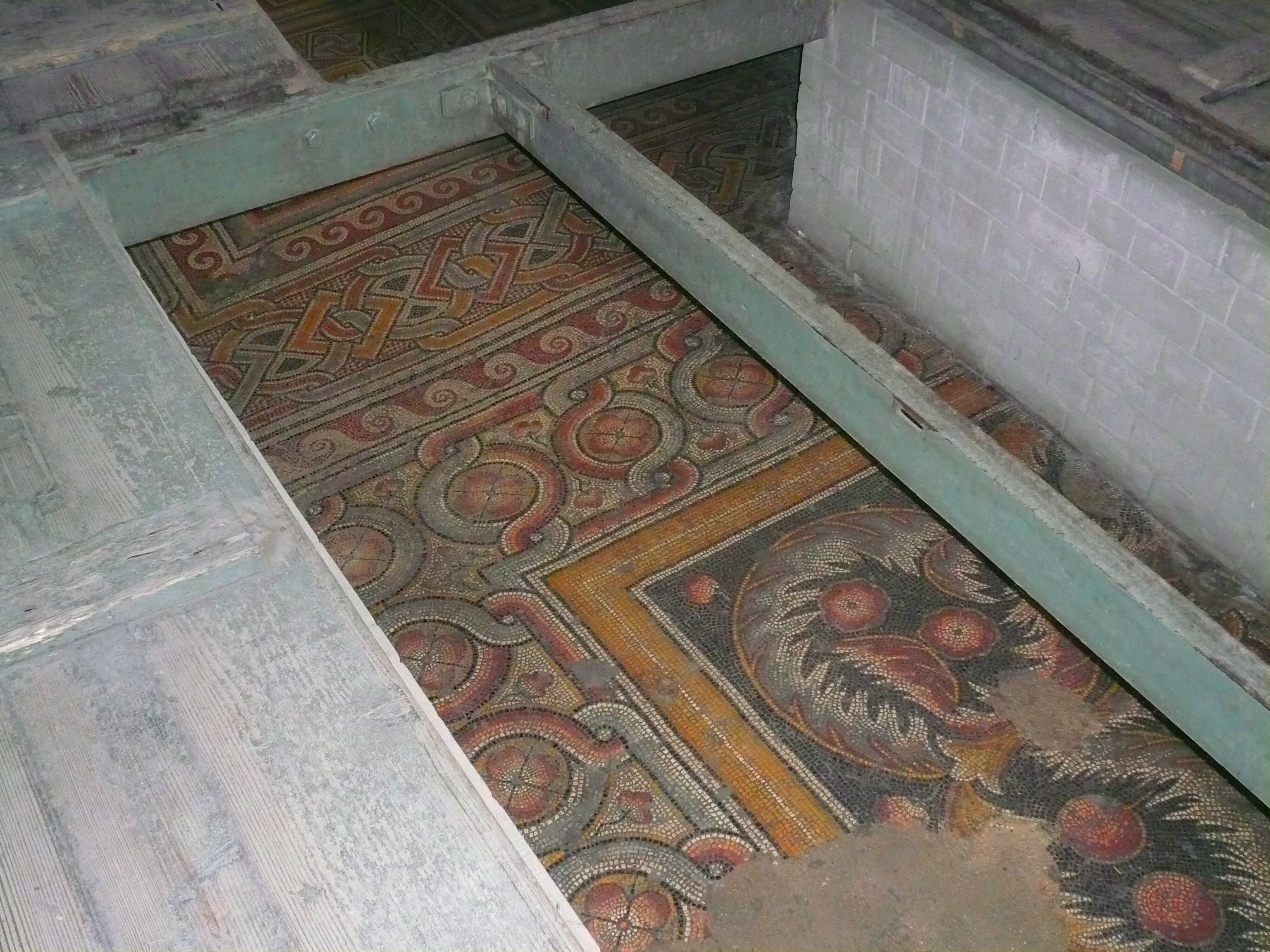
Под полом базилики сохранилась византийская мозаика
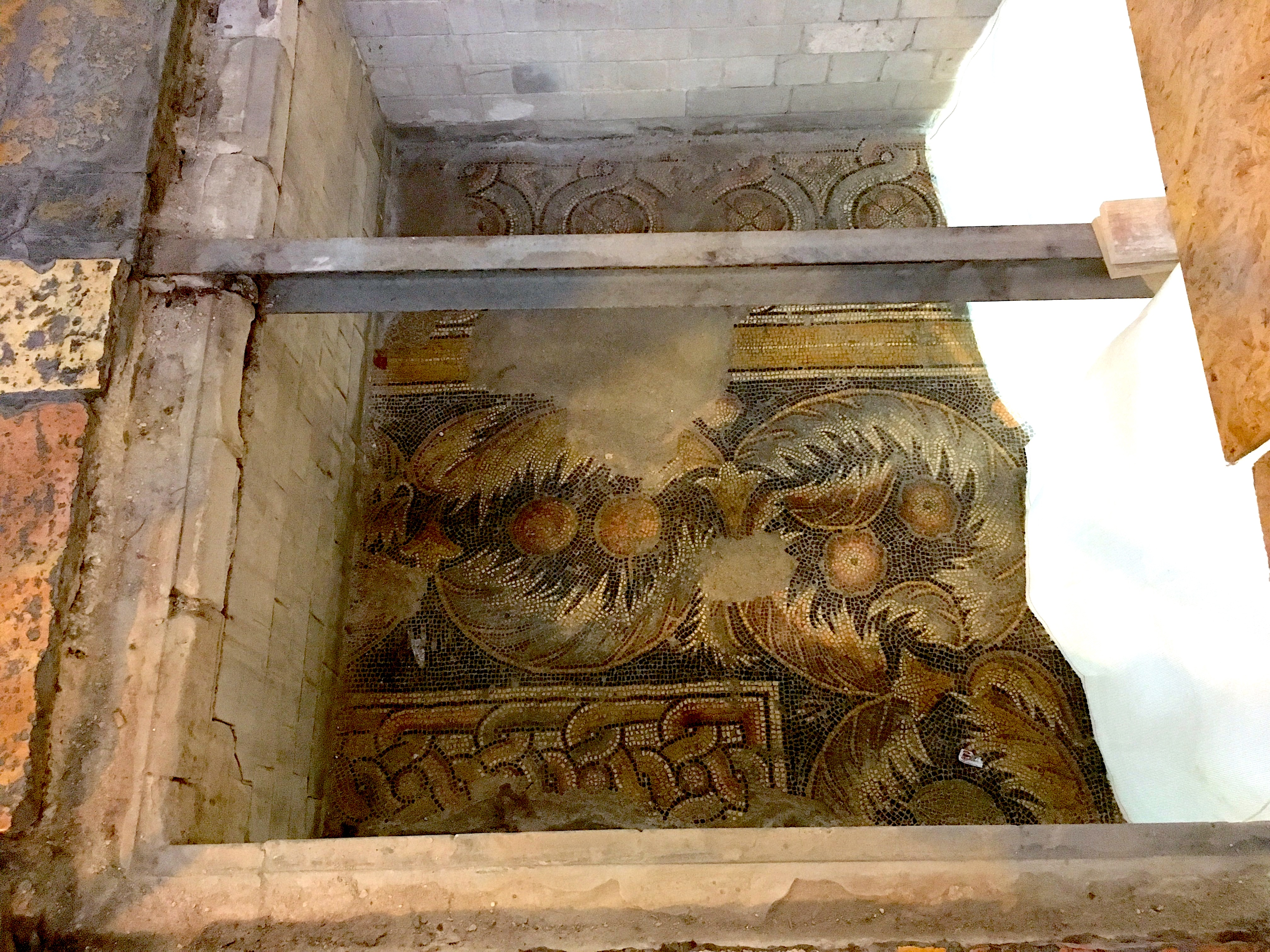
Напольная мозаика в центральном нефе
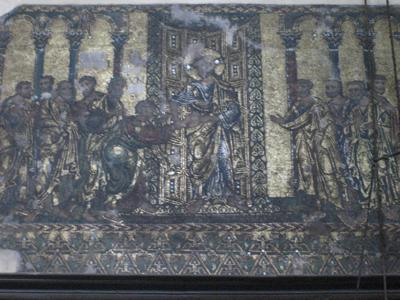
Мозаика XII века, сохранившаяся на стенах
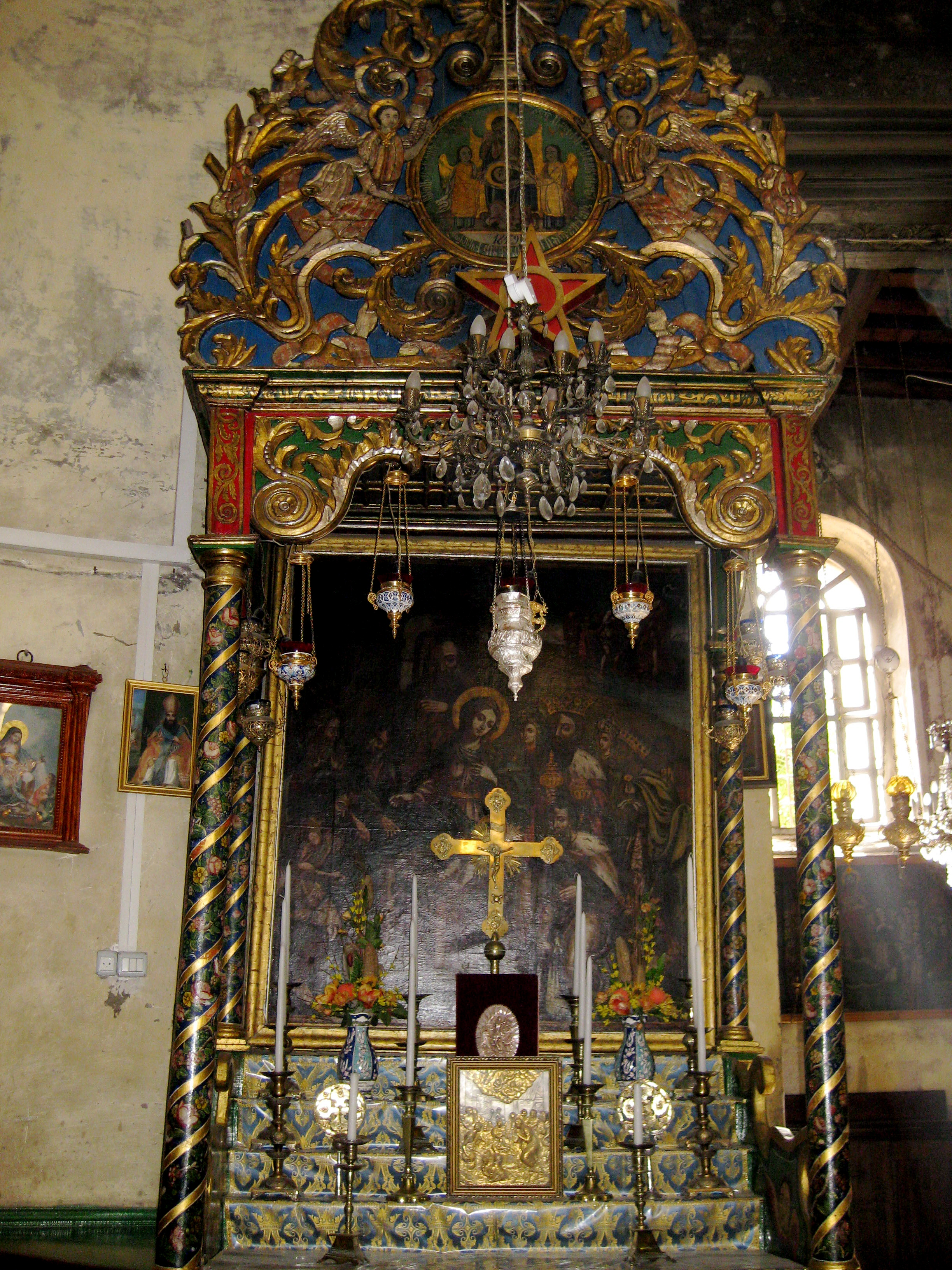
Армянский алтарь в северо-восточной части базилики, около северного выхода из пещеры Рождества
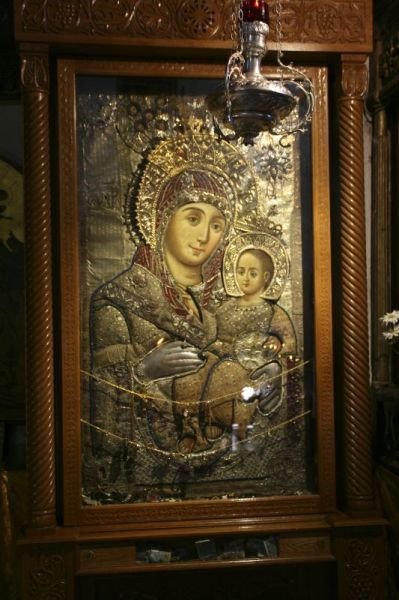
Чудотворная православная Вифлеемская икона Божией Матери, находится около южного входа в пещеру Рождества.
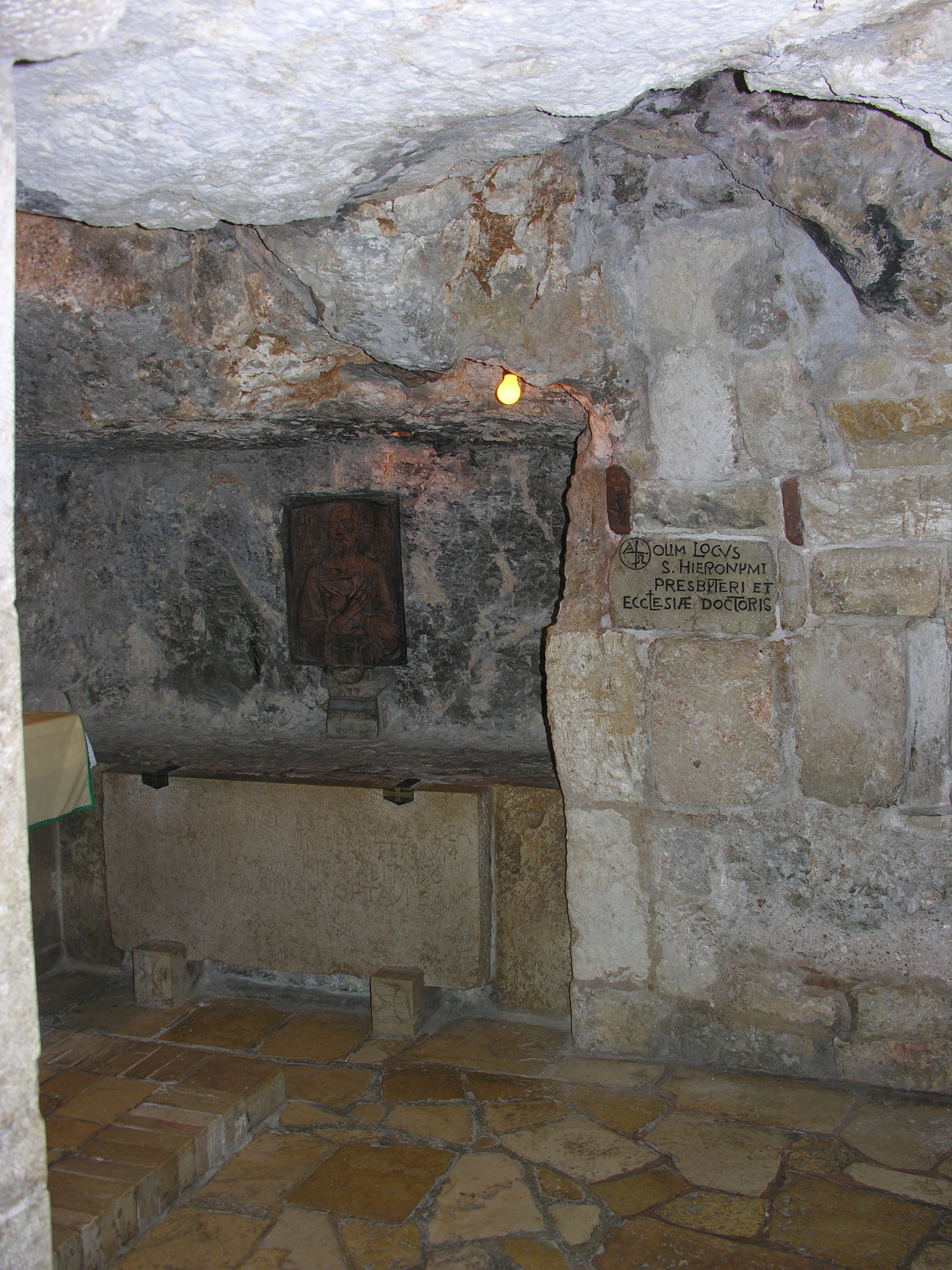
Гробница святого Иеронима Стридонского в пещере под базиликой, где он провёл много лет
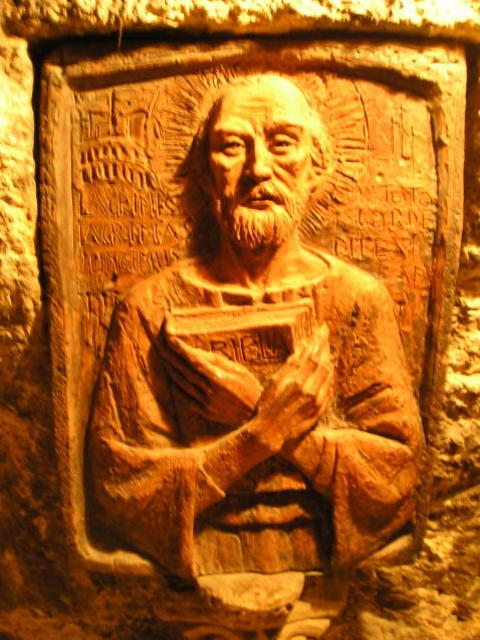
Барельеф святого Иеронима Стридонского в пещере под базиликой
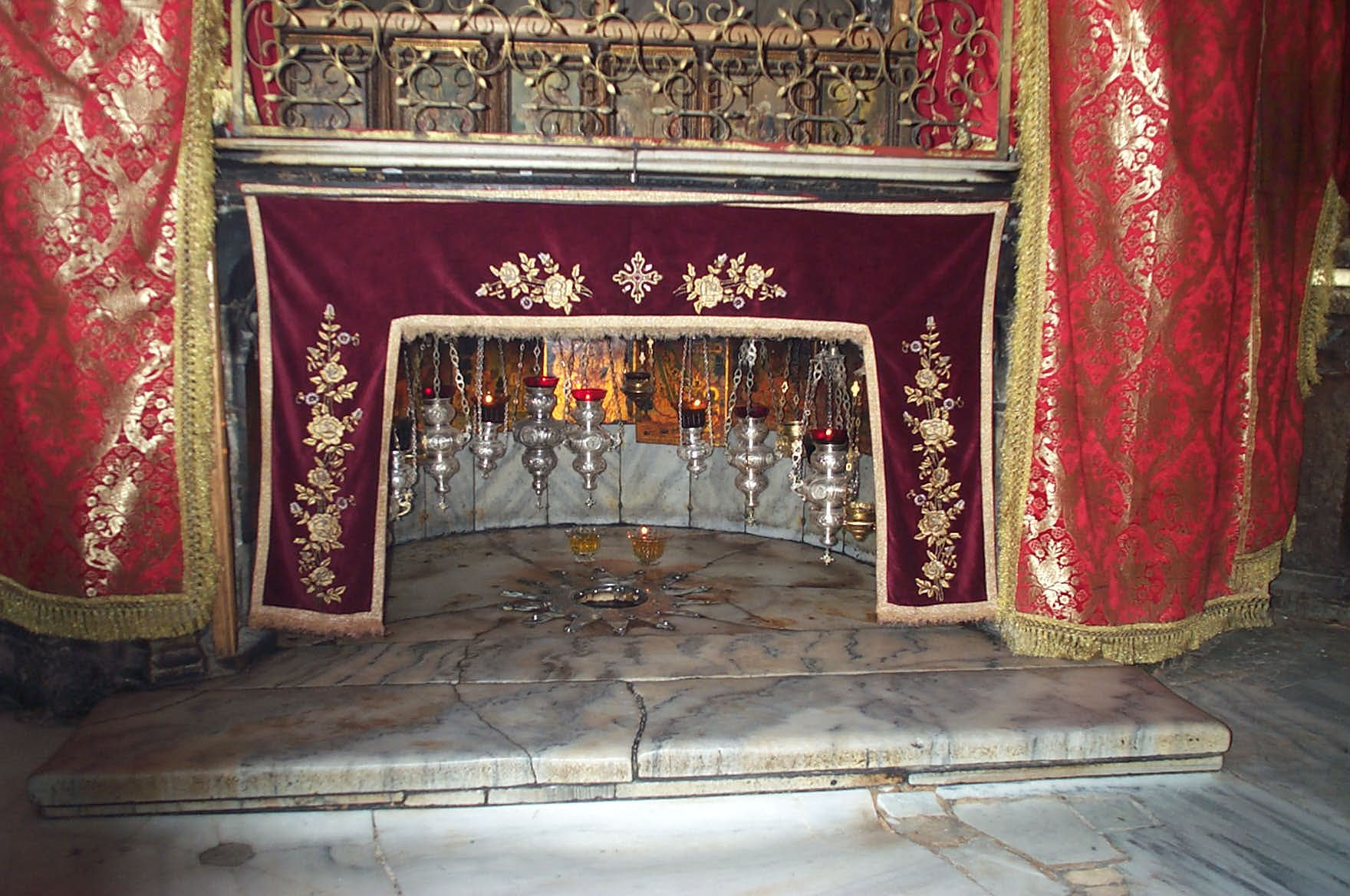
Алтарь Рождества в пещере Рождества
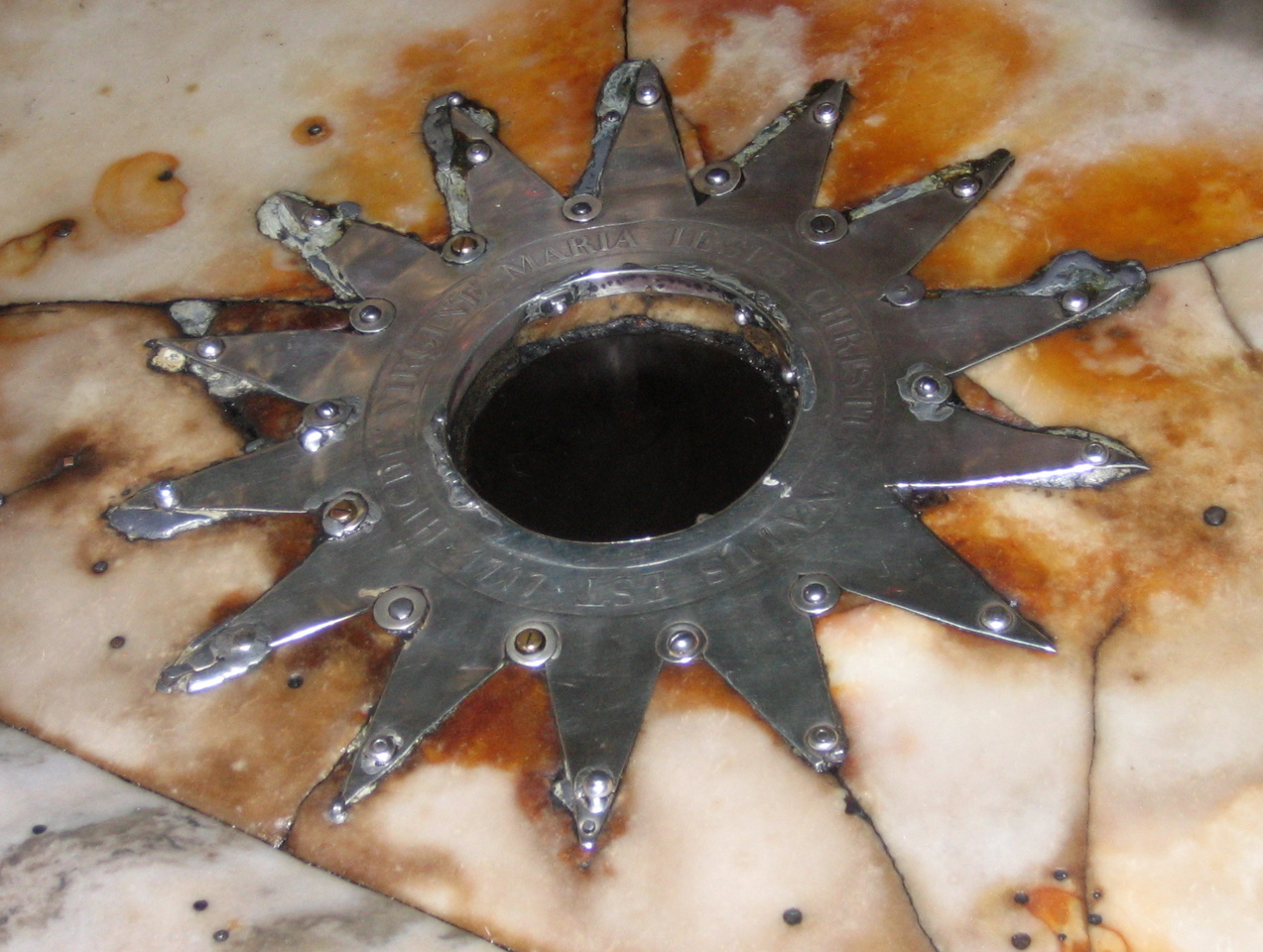
Серебряная звезда в пещере Рождества
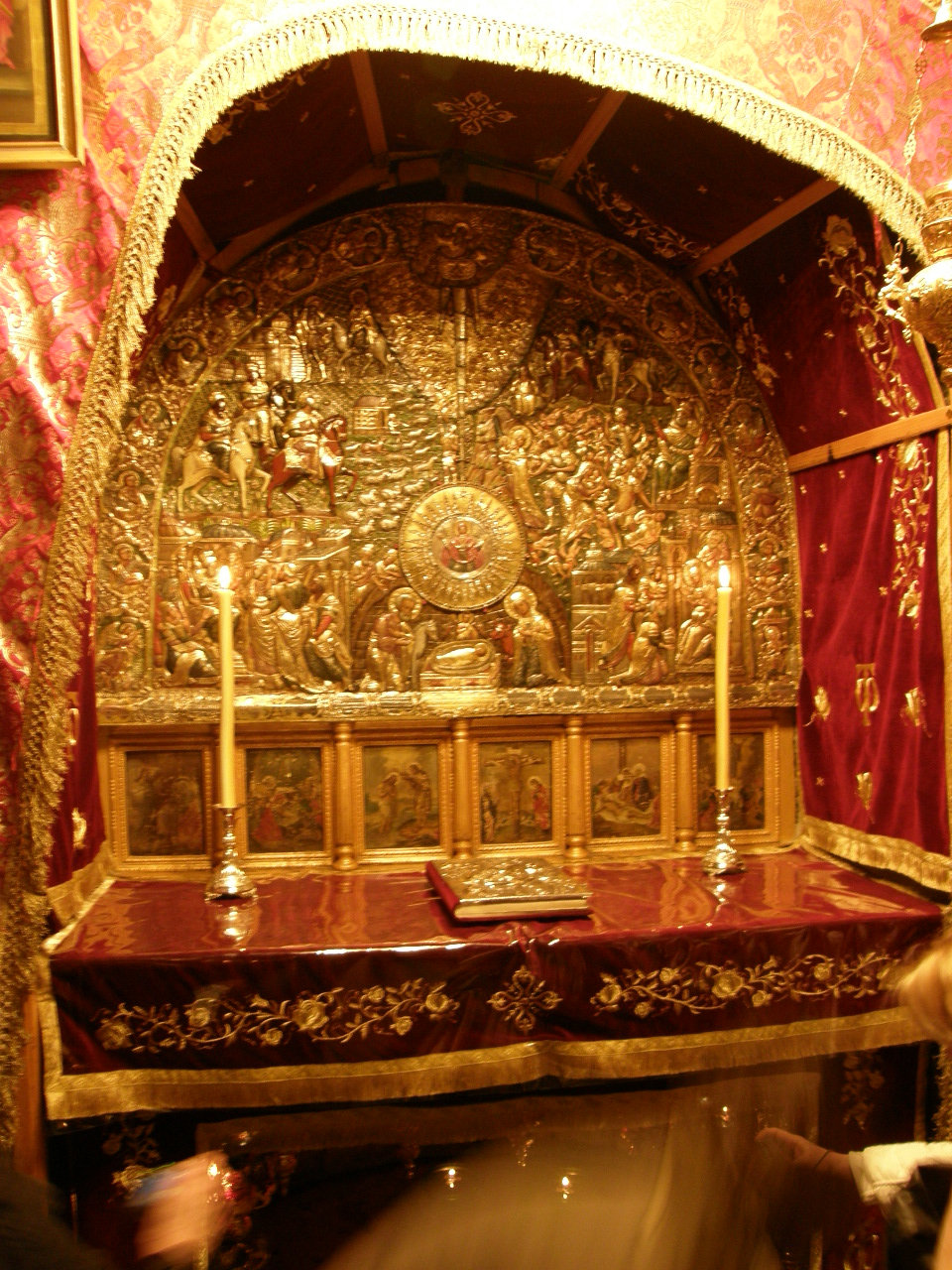
Православный престол над местом Рождества в пещере
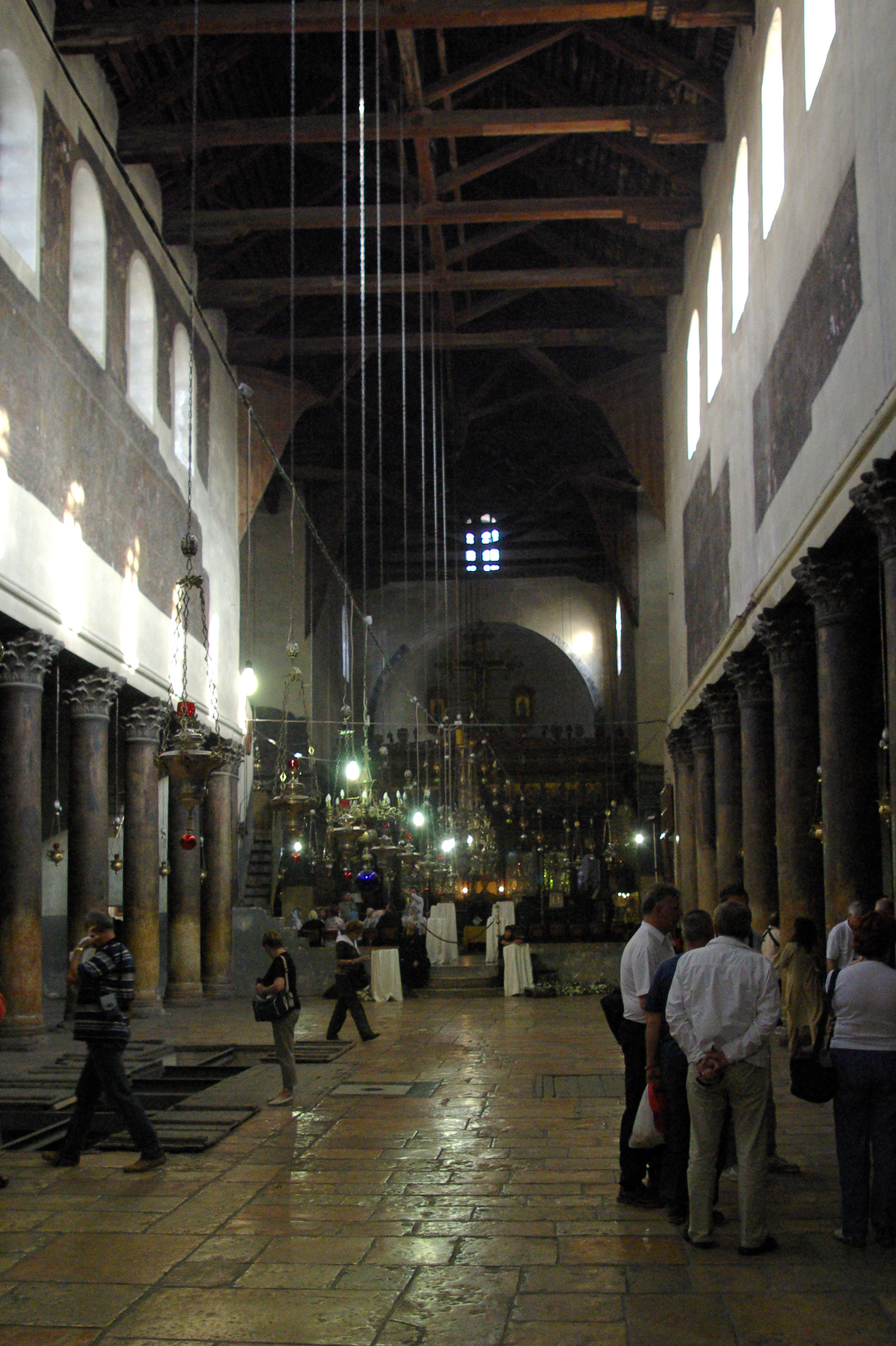
Неф базилики
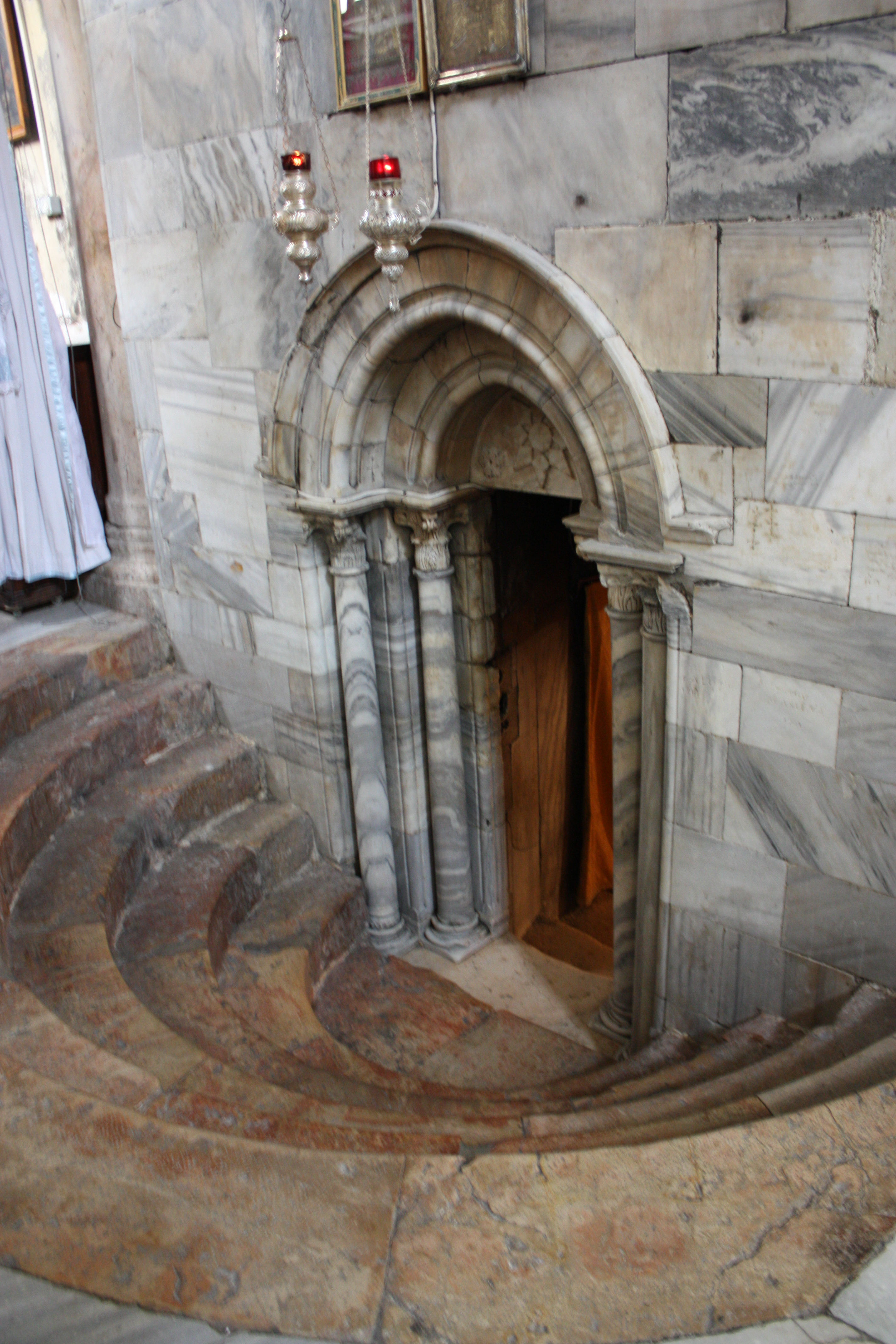
Выход из пещеры
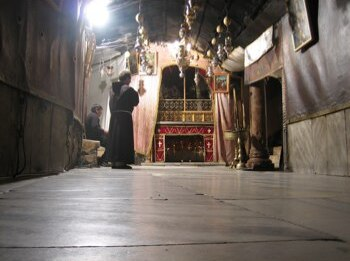
Общий вид Святого Вертепа